# Грем'яче (Житомирський район)
Грем'я́че — село в Україні, у Чуднівській територіальній громаді Житомирського району Житомирської області. Чисельність населення становить 261 особу (2001). У 1934—54 роках — адміністративний центр однойменної сільської ради.

## Населення
У 1923 році в поселенні налічувалося 382 мешканці, дворів — 22.
Відповідно до результатів перепису населення СРСР, кількість населення станом на 12 січня 1989 року становила 299 осіб. Станом на 5 грудня 2001 року, відповідно до перепису населення України, кількість мешканців села становила 261 особу.

### Мова
Розподіл населення за рідною мовою за даними перепису 2001 року:
| Мова       | Кількість | Відсоток |
| ---------- | --------- | -------- |
| українська | 254       | 97.32 %  |
| російська  | 6         | 2.30 %   |
| румунська  | 1         | 0.38 %   |
| Усього     | 261       | 100 %    |

## Історія
Входило до складу Чуднівської волості Житомирського повіту Волинської губернії. У березні 1921 року, в складі волості, передане до новоутвореного Полонського повіту Волинської губернії. У 1923 році включене до складу новоствореної Карвинівської сільської ради, яка 7 березня 1923 року увійшла до складу новоутвореного Чуднівського району Житомирської округи. Розміщувалося за 12 верст від районного центру містечка Чуднів та за 1,5 версти від центру сільської ради, с. Карвинівка. 17 червня 1925 року, в складі сільської ради, передане до Романівського (згодом — Дзержинський) району Житомирської (згодом — Волинська округи.
У 1934 році в селі утворено Грем'яцьку сільську раду Дзержинського району Київської області. 13 лютого 1935 року, в складі сільської ради, передане до Чуднівського району. 11 серпня 1954 року, внаслідок об'єднання сільських рад, село підпорядковане Дриглівській сільській раді Чуднівського району Житомирської області. 30 грудня 1962 року, в складі сільської ради, передане до Бердичівського району Житомирської області. 17 серпня 1964 року село підпорядковане Карвинівській сільській раді Дзержинського району.
12 червня 2020 року, відповідно до розпорядження Кабінету Міністрів України № 711-р «Про визначення адміністративних центрів та затвердження територій територіальних громад Житомирської області», територію та населені пункти Карвинівської сільської ради включено до складу Чуднівської територіальної громади Житомирського району.